# Entraigues (Isère)
Entraigues é uma comuna francesa na região administrativa de Auvérnia-Ródano-Alpes, no departamento de Isère. Estende-se por uma área de 21,66 km². Em 2010 a comuna tinha 228 habitantes (densidade: 10,5 hab./km²).